# 泰科电子

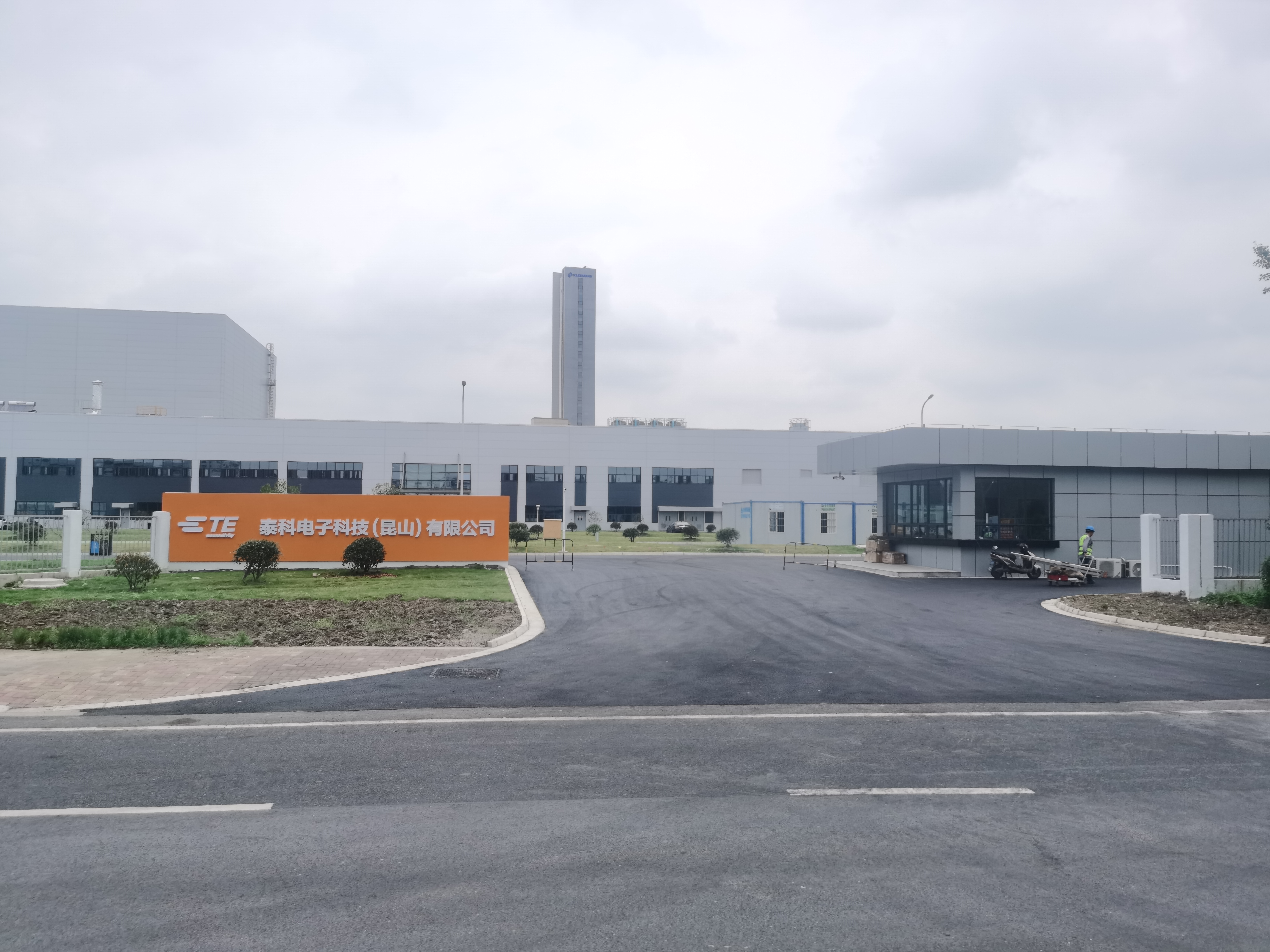
位于中华人民共和国江苏省昆山市的厂房

泰科电子（英語：TE Connectivity）是一家设计，制造电子元件，传感器等的瑞士科技公司。

## 历史

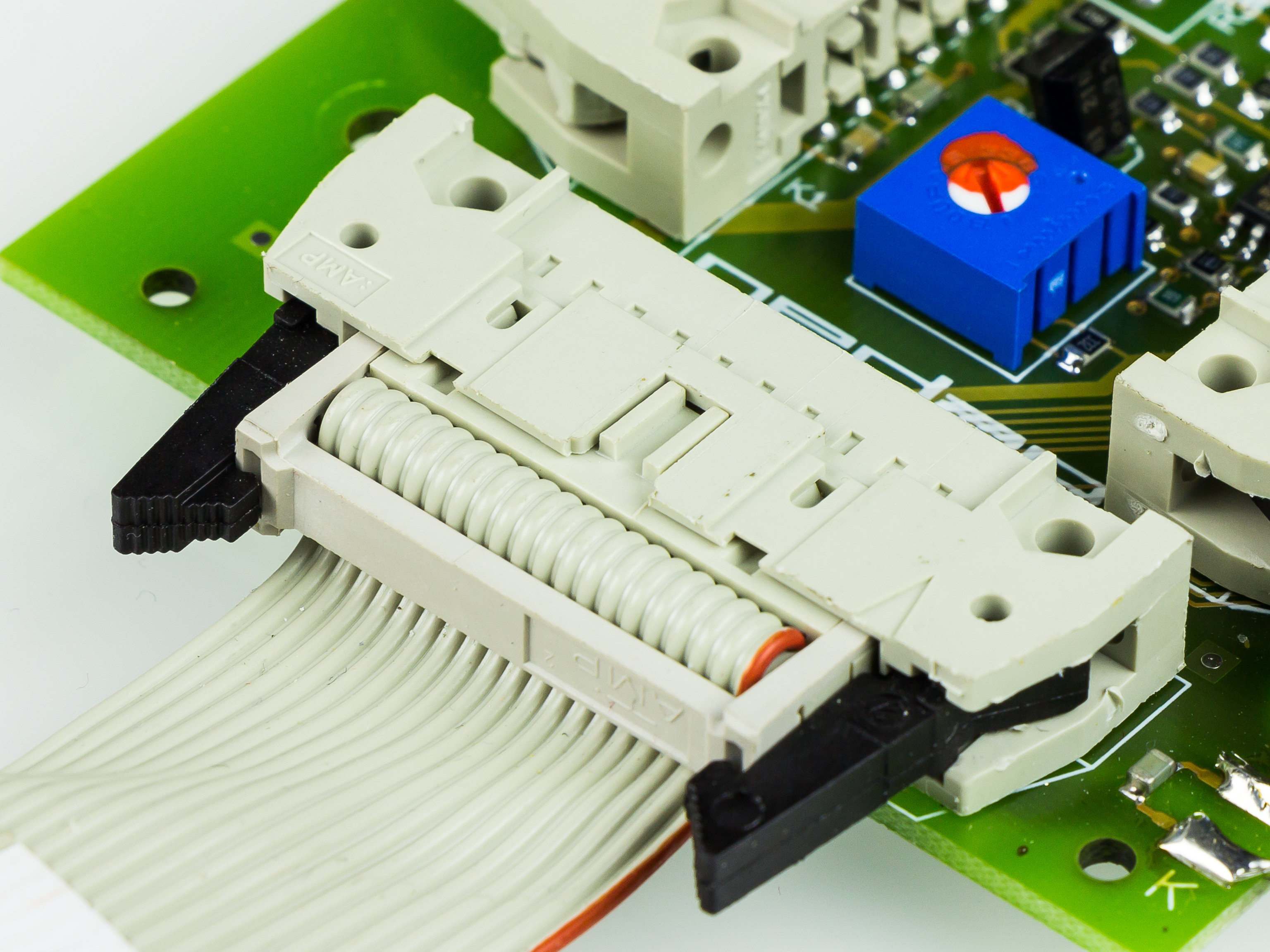
AMP连接器

1941年安普公司(AMP, Aircraft Marine Products Inc.)成立，1999年泰科国际收购AMP，2007年7月泰科国际分拆为三家公司，其中一家便是泰科电子。全球公司有八万名员工，其中包括八千名工程师，客户遍及140多个国家。